# Murat Duruer
Murat Duruer (Gerede, 15 gennaio 1988) è un allenatore di calcio ed ex calciatore turco, di ruolo centrocampista.

## Carriera

### Nazionale
Ha esordito in nazionale il 5 marzo 2014 nell'amichevole Turchia-Svezia (2-1).